# Тейе (Тарн)
Тейе́ (фр. Teillet, окс. Telhet) — коммуна во Франции, находится в регионе Юг — Пиренеи. Департамент — Тарн. Входит в состав кантона От-Даду. Округ коммуны — Альби.
Код INSEE коммуны — 81295.

## География
Коммуна расположена приблизительно в 560 км к югу от Парижа, в 80 км восточнее Тулузы, в 19 км к юго-востоку от Альби.
На юге коммуны протекает река Даду.

## Климат
Климат умеренно океанический. Зима мягкая и дождливая, лето жаркое с частыми грозами. Ветры довольно редки.

## Население
Население коммуны на 2010 год составляло 456 человек.
| 1962 | 1968 | 1975 | 1982 | 1990 | 1999 | 2010 |
| ---- | ---- | ---- | ---- | ---- | ---- | ---- |
| 729  | 688  | 628  | 615  | 606  | 442  | 456  |

## Администрация
| Период | Период | Фамилия         | Партия | Примечания |
| ------ | ------ | --------------- | ------ | ---------- |
| 1971   | 1983   | Луи Ре          |        |            |
| 1983   | 1993   | Жан Кларен      |        | пекарь     |
| 1993   | 2001   | Ален Асье       |        | фермер     |
| 2001   | 2008   | Франсис Буларан |        |            |
| 2008   | 2020   | Ален Асье       |        | фермер     |

## Экономика
В 2007 году среди 271 человека в трудоспособном возрасте (15—64 лет) 185 были экономически активными, 86 — неактивными (показатель активности — 68,3 %, в 1999 году было 65,0 %). Из 185 активных работали 168 человек (100 мужчин и 68 женщин), безработных было 17 (9 мужчин и 8 женщин). Среди 86 неактивных 18 человек были учениками или студентами, 25 — пенсионерами, 43 были неактивными по другим причинам.

## Фотогалерея

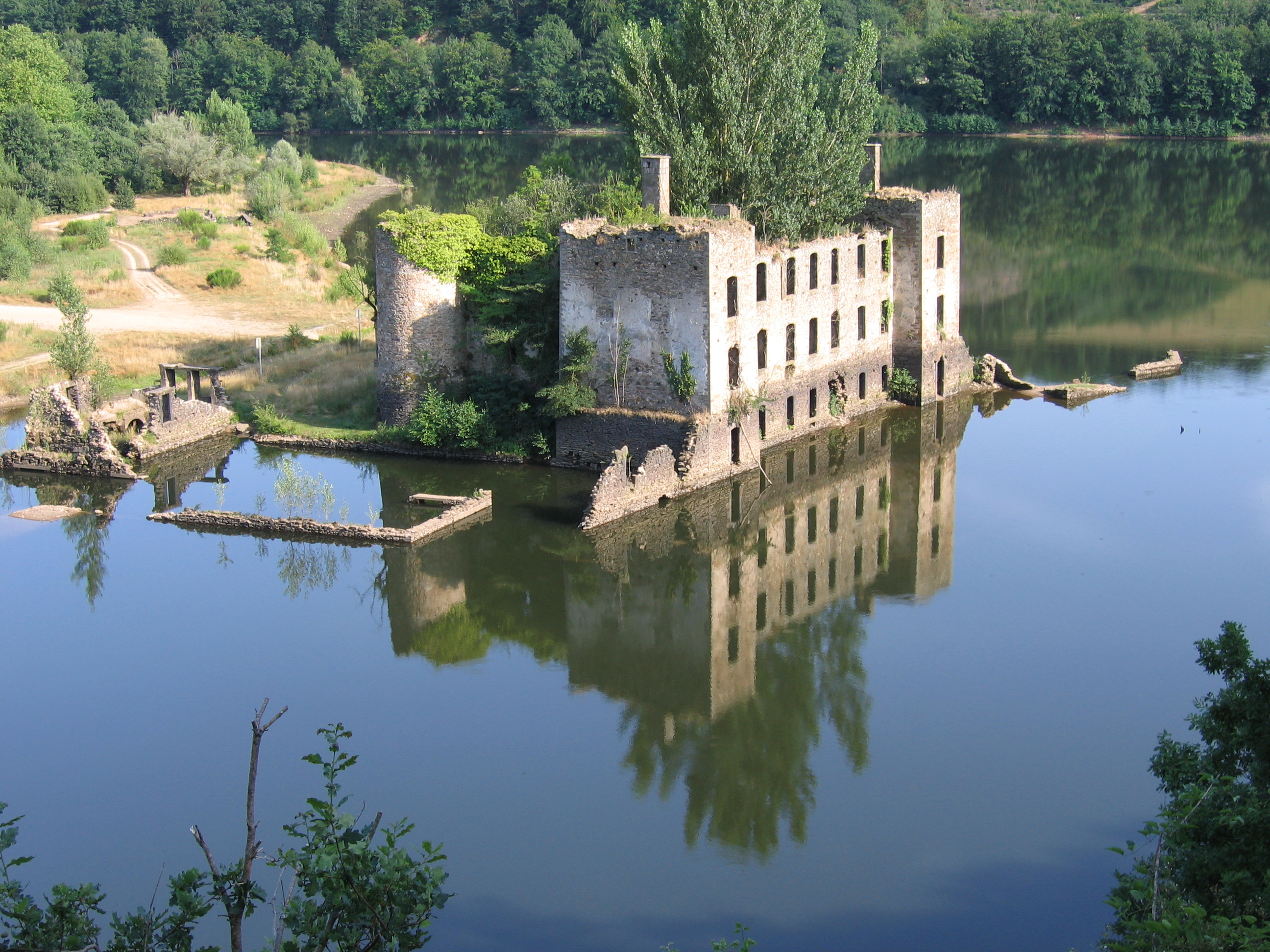
Замок Гранваль[фр.]
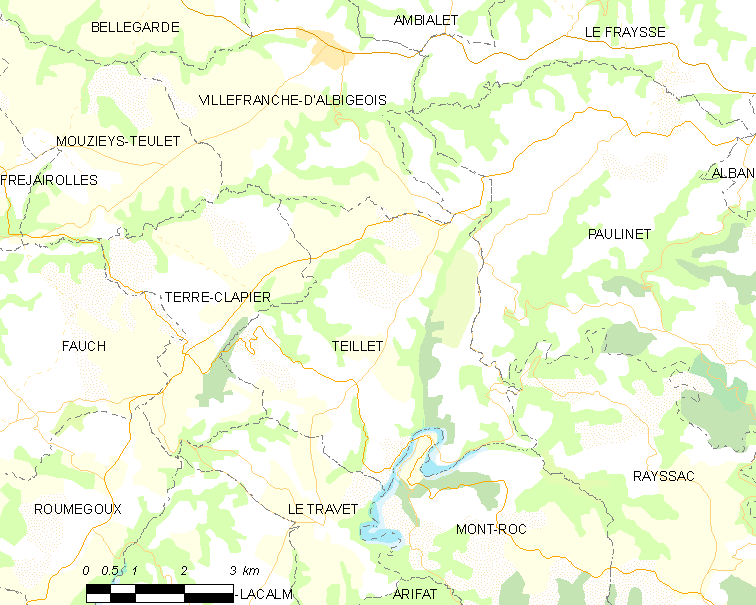
Карта коммуны